# Катерина Седія
Катерина (Єкатеріна) Седія, до шлюбу Голланд (9 липня 1970 , Москва ) — американська феміністська письменниця російського походження у жанрі фентезі, яка іммігрувала до США та відвідувала коледж у Нью-Джерсі, щоб здобути докторський ступінь з філософії.
Найвідоміший твір «Алхімія каменю» — роман у стилі стимпанк, який досліджує сексизм і класовий фанатизм. Серед інших романів: «Таємна історія Москви», «За словами Кроу», "Залізне серце " та «Будинок відкинутих мрій». Авторка кількох оповідань, віршів і публіцистичних книг, редакторка антології оповідань. Кілька її публікацій були номіновані на нагороди та / або увійшли до ТОП-списків аудиторії. Колишня редакторка журналу Jigsaw Nation і Paper Cities: An Anthology of Urban Fantasy, який отримав нагороду World Fantasy Award. Окрім письменницької діяльності, викладає курси з екології та еволюції як професор Стоктонського університету в Геловеї, Нью-Джерсі.

## Походження та хобі
Катерина Голланд народилася 9 липня 1970 року в Москві. У 21 років переїхала до США, щоб здобути вчений ступінь. Зараз викладає екологію рослин і ботаніку в Стоктонському університеті та живе в Нью-Джерсі зі своїм чоловіком Крістофером Седіа та їхніми котами. У вільний час письменниця веде блог про моду, їжу, котів, книги, телебачення та фемінізм.

## Навчання
Катерина Голланд навчалася в Московському державному університеті. Пізніше вона переїхала до Бостона та працювала на кафедрі мозку та когнітивних наук Массачусетського технологічного інституту науковим співробітником. Після цього вона переїхала до Нью-Джерсі та вступила до аспірантури в Університет Рутгерса в Камдені, де здобула освітньо-науковий ступінь доктора філософії з екології та еволюції в 2001 році. Сьогодні вона працює в Стоктонському університеті, викладаючи екологію та еволюцію рослин.

## Літературна творчість
Єкатеріна Седія написала ряд романів, оповідань та есе, а також упорядкувала кілька антологій. В її творчості присутні фольклор, фентезі, міське фентезі та естетика стимпанку. Вона періодично публікується під ім'ям E. Sedia.

### Романи

#### За словами Кроу(травень 2005)
У цій історії, яка розгортається в Сіумі, Йосія живе у світі, де, хоча війна закінчилася, але перебуває в рецесії. Війна закінчилася 17 років тому, однак немає сумнівів, що імперія Меран розширюватиметься. Йосія зустрічає Калеба, і вони стають друзями. Двоє хлопців покидають країну, побоюючись переслідувань, і потрапляють у дивний світ. Ось-ось почнеться війна, і Йосія має обрати, на чиєму він боці та, можливо, зрадити свою батьківщину

#### Таємна історія Москви(листопад 2007)
«Таємна історія Москви» — фентезійний роман, дія якого розгортається в підземному світі капіталістичної Росії. Галина живе в Москві з сестрою, яка народжує у ванній. Потім вона перетворюється на галку і відлітає. Спочатку Галина не хоче нічого повідомляти через свою історію психічних захворювань. Потім вона зустрічає художника-алкоголіка на ім'я Федір, який стверджує, що знає, куди ходять птахи. Нарешті Галина розповідає Якову про це дивне перетворення, і він теж каже, що бачив щось подібне. Потім Федір веде їх до чарівних дверей у підземну Москву, де живуть істоти з давньоруського фольклору. Вони воскрешають мертве тіло, яке потім каже їм, що його старий бос може бути відповідальним за дивні речі, які відбуваються.

#### Алхімія каменю(липень 2008)
В «Алхімії каменю» досвідчена алхімікиня на ім'я Метті, яка є живою лялькою, опиняється в конфлікті між механіками-гаргуйлями та алхіміками. Місто знаходиться під загрозою революції, і Метті дізнається про секрети, які можуть змінити баланс сил у місті. Лохаррі, творець Метті, дізнається про це, і це його засмучує. Він, схоже, підібрав ключ до серця Метті, і намагаєтьсмя зробити усе можливе, щоб зупинити її.

#### The House of Discarded Dreams(листопад 2010)
Дія «Будинку відкинутих мрій» відбувається в Нью-Джерсі і вважається міським фентезі. Студентка коледжу Вімбай переїжджає від матері, яка всіляко контролює її. Дівчина проживає в будинку на пляжі з двома іншими сусідами по кімнаті, де починають відбуватися дивні речі. За Маєю йде зграя собакоподібних тварин, а Фелікс має кишеньковий всесвіт замість волосся. Померла бабуся Вімбаї повертається як привид і починає займатися домашніми справами. Одного дня будинок спливає в море і починає розширюватися. Вімбай має знайти дорогу додому, і під час цієї подорожі вона несподівано дізнається про себе.

#### Залізне серце(липень 2011)
Дія «Залізного серця» відбувається в Російській імперії в 1852 році. 18-річна Саша завдяки тітці вступає до університету. Спочатку Сашу хвилює сексизм, поки вона не починає помічати, що китайські студенти кудись зникають. Хлопчик із дивними здібностями на ім'я Джек допомагає Саші зупинити викрадення, коли вона дізнається, що може спалахнути війна між Китаєм та Росією, Китаєм і Англією чи усіма.

### Редакторська робота
Восени 2008 року Седія була призначена редакторкою нон-фікшн журналу Clarkesworld.
Вона також працює редакторкою відзначених нагородами Paper Cities: An Anthology of Urban Fantasy (2008) та інших збірок, зокрема Circus Fantasy: Fantasy Under the Big Top (2012), Jigsaw Nation (2006) і Running with the Пачка (2010).

### Нагороди
- Володарка World Fantasy Award за Paper Cities: An Anthology of Urban Fantasy (2009)[6].
- Меморіальна премія імені Джеймса Тіптрі-молодшого (список почесних): Алхімія каменю (2009)[6].
- Премія Локус :[6]
  - 10 місце — Алхімія каменю (2009);
  - 13 місце — Таємна історія Москви (2008);
  - 15 місце — Залізне серце (2012);
  - 18 місце — Будинок викинутих мрій (2011).
- Переможниця опитування Analog Readers для «Ангелів алфавіту» (2006)[6].
- Нагорода Sidewise за альтернативну історію (номінація): Залізне серце (2012)"[6].

## Наукова діяльність
Катерина Седія є доцентом біології в Стоктонському університеті в Геловеї, Нью-Джерсі (США).
Науковиця спеціалізується на вивченні характеристик популяція лишайників, мохів та злакових, які впливає на сукцесію соснових лісів у місцевості Пайн Барренс на півдні штату Нью-Джерсі в США. Вона була співавтором важливої наукової статті про диференціальний вплив лишайників, мохів і трав на мінералізацію азоту, про те, як вони сприяють альтернативним рослинним угрупуванням та про розкладання сміття в Пайнлендах Нью-Джерсі.